# FC Porto (handball)
Maillots
Dernière mise à jour : 15 juin 2024.
Le FC Porto est la section handball du club omnisports du Futebol Clube do Porto, situé à Porto au Portugal.
L'équipe, ayant déjà jouée la Ligue des Champions, a également à son actif 24 championnats du Portugal, ainsi que 9 coupes du Portugal et 8 supercoupes du Portugal.
Représentant habituel du Portugal dans les compétitions européennes, il pousse des talents tels que Gilberto Duarte ou encore Tiago Rocha vers le haut.
L'équipe est actuellement dirigée par Magnus Andersson.

## Palmarès

### Compétitions nationales
- Championnat du Portugal (24)
  - Vainqueur : 1954, 1957, 1958, 1959, 1960, 1963, 1964, 1965, 1968, 1999, 2002, 2003A, 2004A, 2009, 2010, 2011, 2012, 2013, 2014, 2015, 2019, 2021, 2022, 2023
- Coupe du Portugal (9)
  - Vainqueur : 1976, 1977, 1979, 1980, 1994, 2006, 2007, 2019, 2021
- Coupe de la Ligue (pt) (3)
  - Vainqueur : 2004, 2005, 2008
- Supercoupe du Portugal (pt) (8)
  - Vainqueur : 1994, 1999, 2000, 2002, 2009, 2014, 2019, 2021

## Personnalités liées au club
- Magnus Andersson : entraîneur de 2018 à 2023
- Alexis Borges : joueur de 2013 à 2017 et de 2018 à 2020
- Wilson Davyes : joueur de 2009 à 2013
- Alexandru Dedu : joueur de 2000 à 2004
- Gilberto Duarte : joueur de 2007 à 2016
- Jordan Pitre : joueur de 2015 à 2016
- Branislav Pokrajac : entraîneur de 2001 à 2003
- Alfredo Quintana : joueur de 2010 à 2021†, numéro retiré (n°1)[2].
- Carlos Resende : joueur de 1988 à 1994 et de 2000 à 2006 ; entraîneur de 2006 à 2009
- Rui Silva : joueur depuis 2015

## Effectif actuel
Note : sont notés dans une sélection nationale les joueurs ayant joué avec cette sélection durant la saison 2019-2020.